# Храм Чжэньцзюэ
Храм Чжэньцзюэ (кит. упр. (大)真觉寺, пиньинь (Dà) Zhēn jué Sì, палл. (Да) Чжэньцзюе сы, называемый кит. упр. 五塔寺, пиньинь Wǔ Tǎ Sì, палл. У та сы) — буддийский храм построенный при династии Мин в Пекине, КНР

## Архитектура
Храм построен на квадратном основании — «алмазный трон», 7,7 м высотой.
На возвышение можно попасть пройдя по винтовой лестнице, оказавшись на площадки, где находятся 5 пагод и покрытый стеклом павильон.Каждая пагода имеет прямоугольник в плане. Четыре пагоды находятся по углам «трона», и пятая в центре. Пять пагод символизируют Пять Дхьяни-будд. Угловые пагоды имеют по 11 карнизов, а центральная 13. От основания храма до шпиля центральной пагоды 17 метров.Храм построен из кирпича и белого мрамора, в камне было много железных примесей, которые окисляясь добавили храму рыжего цвета.. Четыре стеных храма украшены вырезанными 1000 будд., также дхармачакрами, животными (слоны и павлины) и древами бодхи.), а также текстами сутр..

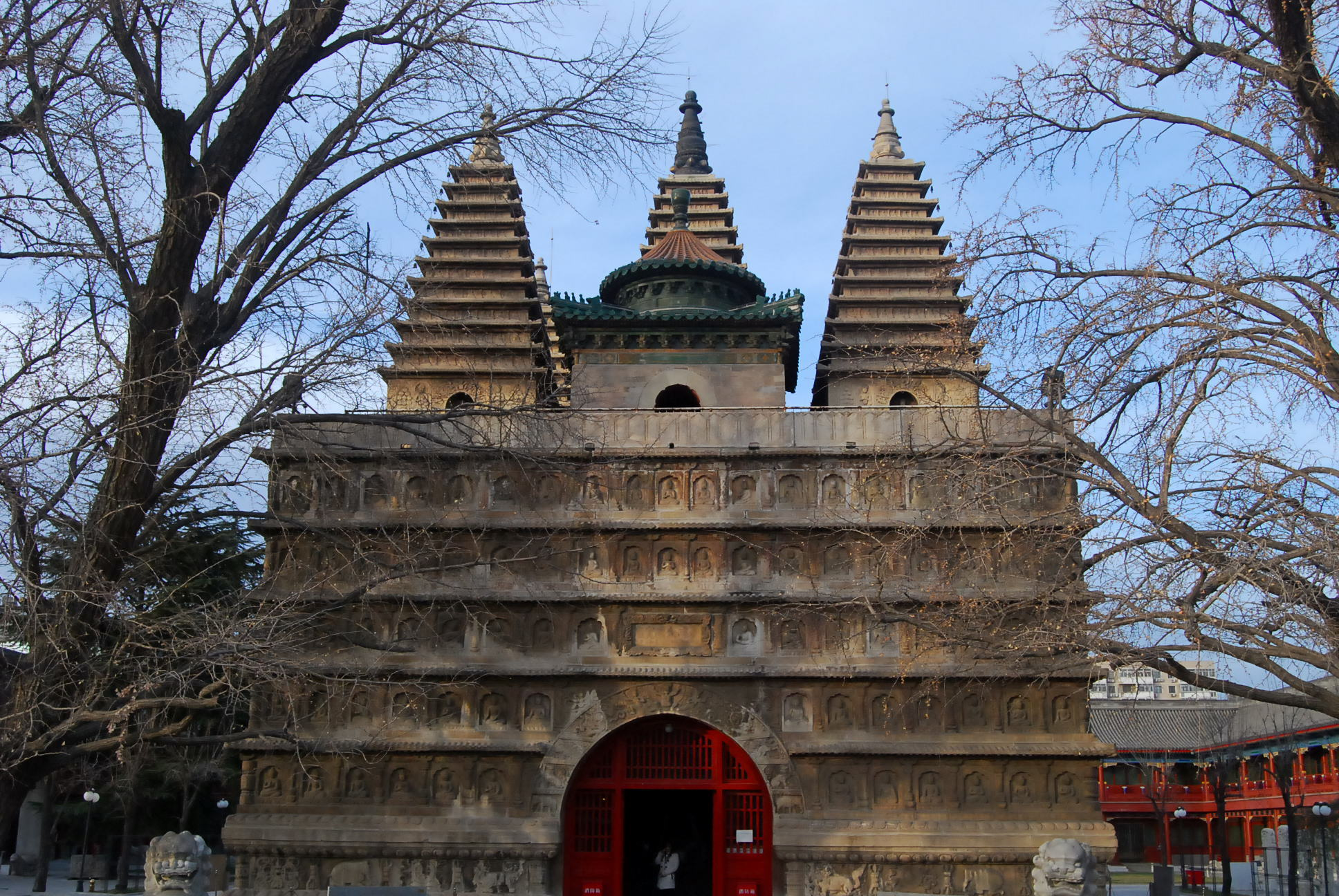
Пагода Алмазного трона

Интересно изображение отпечатков следов, символизирующих распространение буддизма в мире. От предыдущей росписи остались фрагменты красной краски. Пагода «Ваджрного (или Алмазного) трона» символизирует храм Махабодхи в Индии. Хотя пропорции храмов различаются: По сравнению с Чжэньцзюе у Махабодхи отношение пьедестала к башне меньше. У Махабодхи центральная пагода намного выше окружающих, а в Чжэньцзюе не на много. К тому же Чжэньцзюе декорирован в китайском, а не индийском стиле.

## История

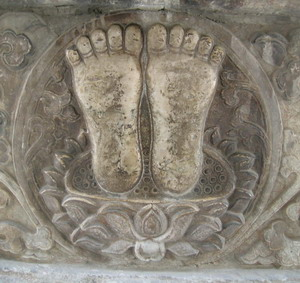
«Следы Будды» на стене храма

Неизвестно, как создатели Чжэньцзюе познакомились с архитектурой Махабодхи.
В некоторых источниках указывается, что проект храма разработал индийский монах-«пандита» и представил его императору Юнлэ в начале XV века. Кроме того, монах говорил, что у него есть 5 золотых статуй для храма. По легенде, эти статуи замурованы под каждой пагодой. На самом деле, подобная конструкция храма не была новшеством в Китае, на росписях Могао созданных при Северных династиях 1000 лет до Чжэньцзюе, изображены подобные храмы.
Строительство храма было отложено до правления Цзяньшэня в 1473. Кроме построек из кирпича и мрамора, в храме есть и деревянные сооружения; во времена Мин на площадке находилось 6 деревянных залов. Храм отремонтировали при Цин в 1761, тогда залы покрыли жёлтой черепицей. Храм пострадал в пожаре 1860,
во время второй опиумной войны и снова в 1900, когда Альянс восьми держав подавлял ихэтуаней. Пожары пережили только каменные пагоды, деревянные сгорели полностью.. Сейчас в храме располагается Пекинский музей резьбы по камню.
В 1961 Чжэньцзюе был признан национальным памятником (резолюция 1-75).

## Местонахождения
Пекинский район Хайдянь северо-западнее зоопарка на берегу Чанхэ (长河).
Адрес: № 24 Утайсы Цунь, Байшицяо, Хайдянь, Пекин (北京市白石桥五塔寺村24号)